# Kervin Bristol
Kervin Bristol (nacido el 4 de septiembre de 1988 en Port-au-Prince) es un jugador de baloncesto nacido en Haití con nacionalidad estadounidense que pertenece a la plantilla de los London Lions de la British Basketball League. Con 2,08 metros de altura, juega en la posición de pívot.

## Trayectoria deportiva
Es un jugador formado en Fordham Rams y tras no ser drafteado en 2012, dio el salto a Europa para convertirse en un auténtico trotamundo, ya que Kervin jugaría en Turquía, Eslovenia, Ucrania, Francia, Rusia, Grecia y Polonia.
En 2016, volvería a la VTB United League para jugar en las filas del Nizhni Nóvgorod, que anuncia la contratación del pívot, procedente del Anwil Włocławek. El acuerdo es por una temporada. Bristol comenzó la temporada en el Mugla Ormanspor turco, donde promedió 2.5 puntos, 7.2 rebotes y 1.3 asistencias. Ya jugó en la VTB United League en la campaña 2014-2015 con el Krasnye Krylia, registrando 7.4 puntos, 9.6 rebotes y estableciendo el récord de la liga con 19 rebotes en un partido.